# Prawo geodezyjne i kartograficzne
Prawo geodezyjne i kartograficzne – obowiązująca w Polsce ustawa regulująca zagadnienia dotyczące geodezji i kartografii.

## Zakres regulacji
Ustawa reguluje sprawy:
1. krajowego systemu informacji o terenie (KSIT)
2. organizacji i zadań Służby Geodezyjnej i Kartograficznej
3. wykonywania prac geodezyjnych i kartograficznych
4. ewidencji gruntów i budynków (katastru nieruchomości)
5. zintegrowanego systemu informacji o nieruchomościach (ZSIN)
6. gleboznawczej klasyfikacji gruntów
7. rozgraniczania nieruchomości
8. geodezyjnej ewidencji sieci uzbrojenia terenu (GESUT) oraz koordynacji sytuowania tych sieci
9. państwowego zasobu geodezyjnego i kartograficznego
10. uprawnień zawodowych w dziedzinie geodezji i kartografii
11. ewidencji miejscowości, ulic i adresów (EMUiA), dawniej numeracji porządkowej nieruchomości w miejscowościach.

## Struktura redakcyjna ustawy
- Rozdział 1 Przepisy ogólne
- Rozdział 2 Służba Geodezyjna i Kartograficzna
- Rozdział 3 Prace geodezyjne i kartograficzne
- Rozdział 4 Ewidencja gruntów i budynków
- Rozdział 5 Geodezyjna ewidencja sieci uzbrojenia terenu
- Rozdział 6 Rozgraniczanie nieruchomości
- Rozdział 7 Państwowy zasób geodezyjny i kartograficzny
- Rozdział 8 Uprawnienia zawodowe oraz odpowiedzialność dyscyplinarna
- Rozdział 8a Ewidencja miejscowości, ulic i adresów
- Rozdział 9 Przepisy karne i kary pieniężne
- Rozdział 10 Przepisy przejściowe i końcowe
- ZAŁĄCZNIK Wysokość stawek podstawowych w odniesieniu do odpowiednich jednostek rozliczeniowych, wysokość współczynników korygujących oraz zasady ustalania tych współczynników, a także szczegółowe zasady obliczania wysokości opłaty

## Organ centralny i doradczy
Ustawa określa organem administracji rządowej właściwym w sprawach geodezji i kartografii jest Główny Geodeta Kraju, nad którym nadzór sprawuje minister właściwy do spraw administracji publicznej. Głównego Geodetę Kraju powołuje i odwołuje Prezes Rady Ministrów. Organem doradczym i opiniodawczym Głównego Geodety Kraju jest Państwowa Rada Geodezyjna i Kartograficzna. Przy Głównym Geodecie Kraju działa również Komisja Standaryzacji Nazw Geograficznych poza Granicami Rzeczypospolitej Polskiej. skład osobowy Rady i Komisji określa Główny Geodeta Kraju, natomiast tryb i zakres działania określa minister właściwy do spraw administracji publicznej określi, w drodze rozporządzenia.

## Akty zmienione
Ustawa zmieniła przepisy następujących aktów (zmiany bezpośrednie):
- Ustawa z dnia 26 marca 1982 r. o scalaniu gruntów (Dz.U. z 1982 r. nr 11, poz. 80 i Dz.U. z 1989 r. nr 10, poz. 55)
- Ustawa z dnia 12 listopada 1985 r. o zmianach w organizacji oraz zakresie działania niektórych naczelnych i centralnych organów administracji państwowej (Dz.U. z 1985 r. nr 50, poz. 262 i Dz.U. z 1987 r. nr 33, poz. 180)
- Ustawa z dnia 23 października 1987 r. o utworzeniu urzędu Ministra Gospodarki Przestrzennej i Budownictwa. (Dz.U. z 1987 r. nr 33, poz. 173).

## Nowelizacje i wyroki Trybunału Konstytucyjnego
Ustawę nowelizowano wielokrotnie. Niektóre jej przepisy były również badane pod względem ich zgodności z Konstytucją. 25 czerwca 2013 r. Trybunał Konstytucyjny, po rozpatrzeniu wniosku Rzecznika Praw Obywatelskich, stwierdził, że ówczesny art. 40 ust. 5 pkt 1 lit. b ustawy jest niezgodny z art. 92 ust. 1 i art. 217 Konstytucji. W ocenie wnioskodawcy, ww. przepis prawny był "niezgodny z konstytucyjną regułą wyłączności ustawy w regulacji stosunku daninowego oraz konstytucyjnymi wymogami szczegółowości treściowej upoważnienia do wydania aktu podstawowego".
Pierwotny tekst został opublikowany w Dz.U. z 1989 r. nr 30, poz. 163, kolejne teksty jednolite zostały opublikowane w:
- Dz.U. z 2000 r. nr 100, poz. 1086
- Dz.U. z 2005 r. nr 240, poz. 2027
- Dz.U. z 2010 r. nr 193, poz. 1287
- Dz.U. z 2015 r. poz. 520
- Dz.U. z 2016 r. poz. 1629
- Dz.U. z 2017 r. poz. 2101
- Dz.U. z 2019 r. poz. 725
- Dz.U. z 2020 r. poz. 276
- Dz.U. z 2020 r. poz. 2052
- Dz.U. z 2021 r. poz. 1990
- Dz.U. z 2023 r. poz. 1752
- Dz.U. z 2024 r. poz. 1151.

## Derogacja
Wraz z w wejściem w życie ustawy, moc utraciły (uchylenie bezpośrednie):
- dekret z dnia 13 września 1946 r. o rozgraniczeniu nieruchomości (Dz.U. z 1946 r. nr 53, poz. 298 i Dz.U. z 1946 r. nr 70, poz. 382)
- dekret z dnia 25 kwietnia 1948 r. o prawie dokonywania zdjęć aerofotogrametrycznych (Dz.U. z 1948 r. nr 24, poz. 160)
- dekret z dnia 2 lutego 1955 r. o ewidencji gruntów i budynków (Dz.U. z 1955 r. nr 6, poz. 32)
- dekret z dnia 13 czerwca 1956 r. o państwowej służbie geodezyjnej i kartograficznej (Dz.U. z 1956 r. nr 25, poz. 115, Dz.U. z 1983 r. nr 44, poz. 200, Dz.U. z 1987 r. nr 33, poz. 180 i Dz.U. z 1988 r. nr 24, poz. 170).